# 오사카부의 마천루 목록
다음에 일본의 오사카부에 있는 높이 150 미터 이상 (일본의 법령에 높이 60m 이상 (건축 기준법 제 20조 제 1호부터) 하지만 예가 많아지기 때문에 임계 값을 올리고 있다)의 마천루의 목록을 보여준다. 높이 첨탑을 포함하되 안테나 마스트는 포함하지 않는다. 높이 비교를 위해 기존의 구조물도 게재한다.

## 설명
오사카부에는 높이 150 미터 이상의 건물이 41동이 있다. (2018년 1월 현재) 이중 가장 높은 것은 2014년에 완공된 높이 300.0 미터의 아베노하루카스이다. 두 번째로 높은 것은 높이 256.1 미터의 린쿠 게이트 타워 빌딩, 세 번째는 높이 256.0 미터의 오사카부 사키시마청사이다. 일본의 초고층 건물을 높은 순서로 30번째까지 나열했을 때, 랭크다. 오사카의 건축물은 앞서 3동에 기타하마 타워를 더한 4동이다. 높이 200 미터 이상의 건축물은 국내에 38개동 (2018년 기준)이고, 그중 오사카부에는 6동 소재한다.
최근 오사카에서 마천루가 많은 계획되어 있다. 구체적으로 말하면, 2000년부터 2010년 9월 사이에 150 미터 이상의 건물이 15동, 그 후 2018년 1월 현재까지 아베노바시 터미널 빌딩을 포함한 13채가 완성되었다. 그 외에도 150 미터를 넘는 건물의 건축 계획이 일부 제시되고 있다.

## 가장 높은 건물
범례 : = 같은 높이에 동 순위의 빌딩
|     | 순위                                          | 사진 | 높이   | 층수 | 완공   | 좌표                                                                          | 위치                | 비고 |
| --- | --------------------------------------------- | ---- | ------ | ---- | ------ | ----------------------------------------------------------------------------- | ------------------- | --- |
| 1   | 아베노하루카스                                |      | 300.0m | 60층 | 2014년 | 북위 34° 38′ 45.41″ 동경 135° 30′ 51.36″ / 북위 34.6459472° 동경 135.5142667° | 아베노구            | 일본에서 가장 높은 빌딩 (2014년 기준)                                                                                     |
| 2   | 오사카부 사키시마청사                         |      | 256m   | 56층 | 1996년 | 북위 34° 24′ 41″ 동경 135° 17′ 59″ / 북위 34.41139° 동경 135.29972°           | 이즈미사노시        | 아베노바시 터미널 빌딩이 완공되기 전까지는 서일본에서 가장 높은 빌딩이었다. 1990년대에 오사카에 지어진 건물 중 가장 높다. |
| 3   | 오사카 세계무역센터                           |      | 256.0m | 55층 | 1995년 | 북위 34° 38′ 18″ 동경 135° 24′ 54″ / 북위 34.63833° 동경 135.41500°           | 스미노에구          | 일본에서 4번째로 높은 빌딩                                                                                                |
| 4   | The Kitahama(기타하마 타워)                   |      | 210m   | 54층 | 2009년 | 북위 34° 41′ 21″ 동경 135° 30′ 25.5″ / 북위 34.68917° 동경 135.507083°        | 주오구              | 일본에서 25번째로 높은 빌딩, 일본에서 가장 높은 주거용 빌딩, 2000년대에 오사카에 지어진 건물 중 가장 높다.                |
| 5   | 오사카 베이 타워                              |      | 200m   | 54층 | 2006년 | 북위 34° 40′ 6.5″ 동경 135° 27′ 37″ / 북위 34.668472° 동경 135.46028°         | 미나토구            | 일본에서 34번째로 높은 빌딩                                                                                               |
| 6   | ORC200                                        |      | 200.0m | 51층 | 1993년 | 북위 34° 40′ 9″ 동경 135° 27′ 40″ / 북위 34.66917° 동경 135.46111°            | 미나토구            | 일본에서 37번째로 높은 빌딩                                                                                               |
| –   | 남항 발전소                                   | —    | 200.0m | —    | —      |                                                                               | 스미노에구          | 굴뚝의 높이 |
| –   | 타나가와 두번째 발전소                        | —    | 200.0m | —    | —      |                                                                               | 미사키정            | 굴뚝의 높이 |
| 7   | 나카노시마 페스티벌 타워 웨스트               |      | 200m   | 41층 | 2017년 | 북위 34° 41′ 36.4″ 동경 135° 29′ 43.7″ / 북위 34.693444° 동경 135.495472°     | 기타구              | [ 16 ] |
| 8   | 나카노시마 페스티벌 타워                      |      | 200m   | 39층 | 2012년 | 북위 34° 41′ 36.7″ 동경 135° 29′ 48.3″ / 북위 34.693528° 동경 135.496750°     | 기타구              | [ 17 ] |
| 9   | 관전 빌딩                                     |      | 195m   | 41층 | 2004년 | 북위 34° 41′ 34″ 동경 135° 29′ 33.5″ / 북위 34.69278° 동경 135.492639°        | 기타구              | [ 18 ] [ 19 ] |
| 10  | 더 파크 하우스 나카노시마 타워                | –    | 193m   | 55층 | 2017년 | 북위 34° 41′ 19″ 동경 135° 29′ 6.9″ / 북위 34.68861° 동경 135.485250°         | 기타구              | [ 20 ] [ 21 ] |
| 11  | 하비스 오사카                                 |      | 190m   | 40층 | 1997년 | 북위 34° 41′ 55″ 동경 135° 29′ 34.5″ / 북위 34.69861° 동경 135.492917°        | 기타구              | [ 22 ] [ 23 ] |
| 12  | 오사카 향의 도시 더 산쿠타스 타워             | –    | 190m   | 53층 | 2015년 | 북위 34° 40′ 43″ 동경 135° 29′ 40.4″ / 북위 34.67861° 동경 135.494556°        | 니시구              | [ 24 ] [ 25 ] |
| 13  | 우메다 한큐 빌딩 오피스 타워                  |      | 187.0m | 41층 | 2010년 | 북위 34° 42′ 9″ 동경 135° 29′ 56″ / 북위 34.70250° 동경 135.49889°            | 기타구              | [ 26 ] [ 27 ] |
| –   | 큰 평화기원 탑                                | —    | 180.0m | —    | 1970년 | 북위 34° 30′ 6.8″ 동경 135° 35′ 9.6″ / 북위 34.501889° 동경 135.586000°       | 돈다바야시시        | [ 28 ] [ 29 ] |
| 14  | 그랜드 프런트 오사카 ・ 남관                  |      | 180m   | 38층 | 2013년 |                                                                               | 기타구              | [ 30 ] |
| 15  | 시티 타워 니시 우메다                         |      | 177m   | 50층 | 2007년 | 북위 34° 42′ 0″ 동경 135° 29′ 8.5″ / 북위 34.70000° 동경 135.485694°          | 후쿠시마구          | [ 31 ] [ 32 ] |
| 16  | 더 타워 오사카                                |      | 177.0m | 50층 | 2008년 | 북위 34° 41′ 40″ 동경 135° 29′ 20.5″ / 북위 34.69444° 동경 135.489028°        | 후쿠시마구          | [ 33 ] |
| 17  | OAP 타워                                      |      | 176m   | 39층 | 1994년 | 북위 34° 41′ 39.5″ 동경 135° 31′ 11.5″ / 북위 34.694306° 동경 135.519861°     | 기타구              | [ 34 ] [ 35 ] |
| 18  | 그랜드 프런트 오사카 · 북관 타워 B            |      | 175m   | 38층 | 2013년 |                                                                               | 기타구              | |
| 19  | 브리제 타워                                   |      | 175m   | 34층 | 2008년 | 북위 34° 41′ 55″ 동경 135° 29′ 38″ / 북위 34.69861° 동경 135.49389°           | 기타구              | [ 36 ] [ 37 ] |
| 20  | 그랜드 프런트 오사카 소유자 타워              |      | 174m   | 48층 | 2013년 | 북위 34° 42′ 26.3″ 동경 135° 29′ 38.4″ / 북위 34.707306° 동경 135.494000°     | 기타구              | |
| 21  | 우메다 스카이 빌딩                            |      | 173.0m | 40층 | 1993년 | 북위 34° 42′ 19″ 동경 135° 29′ 23″ / 북위 34.70528° 동경 135.48972°           | 기타구              | [ 38 ] [ 39 ] |
| 22  | 시티 타워 오사카                              |      | 170.0m | 50층 | 2004년 | 북위 34° 41′ 11″ 동경 135° 30′ 27″ / 북위 34.68639° 동경 135.50750°           | 주오구              | [ 40 ] [ 41 ] |
| 23  | ORC200 뿌리오타와                             |      | 167m   | 50층 | 1992년 | 북위 34° 40′ 10.7″ 동경 135° 27′ 34.7″ / 북위 34.669639° 동경 135.459639°     | 미나토구            | [ 42 ] [ 43 ] |
| 24  | 더 천리 타워                                  |      | 164m   | 50층 | 2009년 | 북위 34° 48′ 38″ 동경 135° 29′ 38.3″ / 북위 34.81056° 동경 135.493972°        | 도요나카시          | |
| 25  | 시티 타워 그랜드 텐노                         |      | 162m   | 43층 | 2007년 | 북위 34° 38′ 37.5″ 동경 135° 31′ 3″ / 북위 34.643750° 동경 135.51750°         | 아베노구            | [ 44 ] [ 45 ] |
| 26  | 응용 로즈 타워                                |      | 161m   | 34층 | 1992년 | 북위 34° 42′ 31″ 동경 135° 29′ 54.5″ / 북위 34.70861° 동경 135.498472°        | 기타구              | [ 46 ] [ 47 ] |
| 27  | 아와자 라이즈 타워 플래그 46 (OMP 타워)       | –    | 160m   | 46층 | 2016년 | 북위 34° 40′ 54.4″ 동경 135° 29′ 2.1″ / 북위 34.681778° 동경 135.483917°      | 니시구              | |
| 28  | 오사카 후쿠시마 타워                          |      | 160m   | 45층 | 2011년 | 북위 34° 41′ 34.9″ 동경 135° 28′ 52.8″ / 북위 34.693028° 동경 135.481333°     | 후쿠시마구          | [ 48 ] |
| 29  | 나카노시마 다이 빌딩                          |      | 160.0m | 35층 | 2009년 | 북위 34° 41′ 34″ 동경 135° 29′ 33.5″ / 북위 34.69278° 동경 135.492639°        | 기타구              | [ 49 ] [ 50 ] |
| 30= | OBP 캐슬 타워                                 |      | 157.0m | 38층 | 1988년 | 북위 34° 41′ 30″ 동경 135° 31′ 58″ / 북위 34.69167° 동경 135.53278°           | 주오구              | [ 51 ] [ 52 ] |
| 30= | TWIN21 OBP 파나소닉 타워(사진 왼쪽)           |      | 157.0m | 38층 | 1986년 | 북위 34° 41′ 36″ 동경 135° 31′ 51″ / 북위 34.69333° 동경 135.53083°           | 주오구              | [ 53 ] [ 54 ] |
| 30= | TWIN21 MID 타워(사진 오른쪽)                  |      | 157.0m | 38층 | 1986년 | 북위 34° 41′ 34″ 동경 135° 31′ 53.7″ / 북위 34.69278° 동경 135.531583°        | 주오구              | [ 55 ] [ 56 ] |
| 33  | 크리스탈 타워                                 |      | 157m   | 37층 | 1990년 | 북위 34° 41′ 31.7″ 동경 135° 31′ 43.5″ / 북위 34.692139° 동경 135.528750°     | 주오구              | [ 57 ] [ 58 ] |
| 34  | 시티 타워 오사카 텐마 더 리버 & 공원          |      | 156.0m | 45층 | 2009년 | 북위 34° 42′ 29″ 동경 135° 30′ 58.5″ / 북위 34.70806° 동경 135.516250°        | 기타구              | [ 59 ] [ 60 ] |
| 35  | 메이지 야스다 생명 오사카 우메다 빌딩         |      | 156m   | 30층 | 2000년 | 북위 34° 41′ 55″ 동경 135° 29′ 29.5″ / 북위 34.69861° 동경 135.491528°        | 기타구              | [ 61 ] [ 62 ] |
| 36  | 자오타와 덴로쿠                               |      | 155m   | 44층 | 2013년 | 북위 34° 42′ 41″ 동경 135° 30′ 41″ / 북위 34.71139° 동경 135.51139°           | 기타구              | |
| 37  | 더 남바 타워 ~ 타워 레지던스 인 난바 파크스 ~ |      | 155.0m | 46층 | 2007년 | 북위 34° 39′ 38.5″ 동경 135° 30′ 4.3″ / 북위 34.660694° 동경 135.501194°      | 나니와구            | [ 63 ] [ 64 ] |
| 38  | 그란 프런트 오사카 · 북관 타워 C              |      | 154m   | 38층 | 2013년 |                                                                               | 기타구              | |
| 39  | 요도 애플 타워 레지던스                       |      | 152.0m | 46층 | 2007년 | 북위 34° 41′ 22″ 동경 135° 30′ 12″ / 북위 34.68944° 동경 135.50333°           | 주오구              | [ 65 ] [ 66 ] |
| –   | 덴포잔 대교 주탑                              | —    | 152.0m | —    | —      |                                                                               | 고노하나구 미나토구 | [ 67 ] |
| 40  | D '구라호토 오사카 N.Y.타워 HIGOBASHI         |      | 150m   | 46층 | 2008년 | 북위 34° 41′ 23.6″ 동경 135° 29′ 49.2″ / 북위 34.689889° 동경 135.497000°     | 니시구              | [ 68 ] [ 69 ] |
| 41  | 오사카역 노스 게이트 빌딩                     |      | 150.0m | 29층 | 2011년 | 북위 34° 42′ 12.1″ 동경 135° 29′ 47.6″ / 북위 34.703361° 동경 135.496556°     | 기타구              | [ 70 ] |

## 구조물
다음은 오사카에 있는 높이 100미터 이상의 자립식 구조물의 목록이다. 높이 첨탑과 안테나 방송탑을 포함한 표준 높이 측정법에 근거한다.
|      | 명칭                   | 사진 | 높이   | 층수 | 준공연도 | 좌표                                                                     | 위치                | 비고          |
| ---- | ---------------------- | ---- | ------ | ---- | -------- | ------------------------------------------------------------------------ | ------------------- | ------------- |
| 1=   | 남항 발전소            |      | 200.0m | —    | —        |                                                                          | 스미노에구          | 굴뚝의 높이   |
| 1=   | 타나가와 두번째 발전소 |      | 200.0m | —    | —        |                                                                          | 미사키정            | 굴뚝의 높이   |
| 3    | 다이 헤이와 키넨토     |      | 180.0m | —    | 1970년   | 북위 34° 30′ 6.8″ 동경 135° 35′ 9.6″ / 북위 34.501889° 동경 135.586000°  | 돈다바야시시        | [ 28 ] [ 29 ] |
| 4    | 덴포잔대교 주탑        |      | 152.0m | —    | —        |                                                                          | 고노하나구 미나토구 | [ 67 ]        |
| 참고 | 쓰텐카쿠               |      | 103.0m | —    | 1956년   | 북위 34° 39′ 9.1″ 동경 135° 30′ 22.8″ / 북위 34.652528° 동경 135.506333° | 나니와구            | [ 71 ]        |

## 미완공 건축물 및 구조물

### 공사중 ・ 계획중
다음은 오사카에서 공사중 ・ 계획중인 높이 150 미터 이상의 건축물 및 구조물의 목록이다.
| 이름                                | 높이    | 층수 | 완공 연도 | 위치 | 비고 |
| ----------------------------------- | ------- | ---- | --------- | ---- | ---- |
| 우메다 소네자키 계획                | 193m    | 56층 | 2022년    | 북구 |      |
| 우메다 1쵸메 1번지 계획 빌딩 (가칭) | 188.9m  | 38층 | 2022년    | 북구 |      |
| 브랜즈 타워 우메다 북부             | 168.44m | 50층 | 2019년    | 북구 |      |
| 더 파인탑 우메다 토요               | 151.6m  | 45층 | 2019년    | 북구 |      |

## 역대 최고층 건물
| 명칭                                          | 사진 | 시기            | 높이   | 층수 | 위치         | 비고                        |
| --------------------------------------------- | ---- | --------------- | ------ | ---- | ------------ | --------------------------- |
| 오사카 오바야시구미 빌딩 (현 하마 NEXU BUILD) |      | 1973년 ~ 1973년 | 120.0m | 30층 | 오구         | [ 72 ]                      |
| 오사카 국제 빌딩                              |      | 1973년 ~ 1977년 | 125.1m | 32층 | 오구         | [ 73 ] [ 74 ]               |
| 한큐 그랜드 빌딩                              |      | 1977년 ~ 1979년 | 127.0m | 32층 | 북구         | [ 75 ] [ 76 ]               |
| 오사카 역전 제3빌딩                           |      | 1979년 ~ 1986년 | 142.0m | 34층 | 북구         | [ 77 ] [ 78 ]               |
| 트윈 21 타워                                  |      | 1986년 ~ 1992년 | 157.0m | 38층 | 오구         | [ 79 ] [ 80 ] [ 81 ] [ 82 ] |
| OBP캐슬타워                                   |      | 1988년 ~ 1992년 | 157.0m | 38층 | 오구         | [ 83 ] [ 84 ]               |
| ORC200 뿌리오타와                             |      | 1992년 ~ 1993년 | 167.4m | 50층 | 미나토구     | [ 85 ] [ 86 ]               |
| ORC200                                        |      | 1993년 ~ 1995년 | 200.0m | 51층 | 미나토구     | [ 87 ] [ 88 ]               |
| 오사카부 사키시마 청사                        |      | 1995년 ~ 1996년 | 256.0m | 55층 | 스미노에구   | [ 89 ] [ 90 ]               |
| 린쿠 게이트 타워 빌딩                         |      | 1996년 ~ 2014년 | 256.1m | 56층 | 이즈미사노시 | [ 91 ] [ 92 ]               |
| 아베노하루카스                                |      | 2014년 ~ 현재   | 300.0m | 60층 | 아베노구     | [ 93 ] [ 94 ]               |

## 같이 보기
- 마천루
- 일본의 마천루
- 일본의 마천루 목록
- 각 도도부현의 마천루 목록